# Bräcke
Bräcke è un piccolo centro della Svezia centro-settentrionale, capoluogo della municipalità omonima; si estende su 2,02 km² e aveva, nel 2005, una popolazione di 1 566 abitanti.